# Ballaháza
Ballaháza település Romániában, Szilágy megyében.

## Fekvése
Szilágy megyében Szilágynagyfalutól délre, Krasznatótfalu keleti szomszédjában fekvő település.

## Története
Ballaháza a Báthori és a Bánfi családok birtoka volt.
Nevét 1537-ben említették először az oklevelekben, mikor János király a váradi káptalant bízta meg, hogy néhai Báthory István fiait: Andrást, Kristófot és Istvánt iktassa be Ballaháza birtokába.
1578-ban II. Rudolf királytól Losonczy Bánffy család tagjai: Farkas, Kristóf, György, Boldizsár, Tamás, Gábor, Gáspár és László kapta.
1585-ben Báthory István engyel király Nagyfalusi Losonczi Bánfi Tamásnak és utódainak adta.
1590-ben Báthory Zsigmond erdélyi vajda a Bánffy család férfiörököseinek adta.
1648-ban Rákóczi György fiának ifjú Rákóczi Györgynek adományozta Ballaházát.
1681-ben Báthory Zsófia fejedelemasszony itteni részbirtokát bizonyos tartozás fejében Magyar-Véggyantai Boros László számára foglalták le.
1753-ban II. Rákóczi György neje Báthory Zsófia itteni részbirtoka a Bánfi család mindkét nembeli ágára szállt, miután a rajta levő terheket kifizették.
1759-ben Bánfi Ferenc és Boldizsár osztoztak meg rajra.
1777-ben a kincstáré volt, aki a települést Cserei Farkas udvari tanácsosnak adta.
1808-as összeíráskor gróf Bánfi, báró Bánfi, fróf Teleki és Márkus nemes családoké volt.
1715-ös összeíráskor lakatlan településként szerepelt.
1733-ban 8 oláh család lakta, 1847-ben 551 görögkatolikus lakosa volt.
1890-ben 815 lakosából 9 magyar, 760 oláh, ebből 793 görögkatolikus, 22 izraelita. A házak száma ekkor 155 volt.
Ballaháza a trianoni békeszerződés előtt Szilágy vármegye Krasznai járásához tartozott.

## Nevezetességek
- Görögkatolikus templom. Anyakönyvet 1824-től vezetnek.